# Efecte de cascada
L'efecte de cascada és una seqüència d'esdeveniments, amb naturalesa d'inevitable i característiques vectorials (sentit, direcció i intensitat). També es coneix com a efecte dòmino. La causa inicial es vincula a l'efecte produït sense que es reverteixi el sentit. Les següents causes mantenen la mateixa vinculació en cada efecte. A causa de la característica inevitabilitat, els efectes de cascada tenen la qualitat des d'«innòcua», a «desfavorable» o «desastrosa». Els efectes de cascada es poden presentar en camps de la física, de la química, de l'economia, de relacions humanes, del món animal, de l'ecologia, en la comunicació, etc.

## Reptes
Un esdeveniment causa un efecte operant en la producció d'aquest efecte, amb unes condicions que es repeteixen. Això fa, de l'efecte causat, causa del següent efecte, opera de manera que es manté la seqüència. Això es repeteix fins que s'impedeixi l'operació, cosa que serà la fi de la seqüència. Per exemple, un llac es desborda, causant una sèrie de salts d'aigua, aigua que acaba en un altre llac amb prou capacitat per no desbordar; un altre exemple seria un error en un programari d'avaluació de valors en Borsa que genera una cascada d'operacions borsàries en sèrie que acaben quan es produeixen fallides i, posteriorment, com a conseqüència, s'arregla el programari. Una vegada iniciada una sèrie d'esdeveniments en cascada es pot produir un desviament (en termes de lògica, operació "o" si en el procés es presenten dues o més condicions) el qual produeix múltiples cascades, i cada una tindrà una entitat pròpia.
Es vol conèixer la relació causa-efecte (casuística) per controlar, preveure els danys o aprofitar els resultats de cada cas sense oblidar les conseqüències degudes al canvi que comporta passar d'«inevitable» a «controlat». Un exemple és en els embassaments on les cascades deixen de ser inevitables i es transformen en controlades artificialment. El que fan amb l'aigua és generar electricitat; en el cas de les centrals nuclears, on les barres de grafit controlen les reaccions de fusió en cadena. En el primer cas hi ha un canvi ambiental desfavorable per la retenció de sediments que, anteriorment a la fabricació de l'embassament, es repartien en tot el curs del riu fins a arribar al mar. Els residus radioactius resultants produïts a les centrals nuclears són impacte desfavorable en el rebuig en dipòsits nocius.
Les plagues causades per la migració de les llagostes conformen una gran preocupació pels danys que causen als conreus per on passen i es podrien capturar per aprofitar les llagostes com aliment.

## En ciència
En el camp de la física aquestes seqüències es coneixen com a «reaccions en cadena». Un exemple és quan, en l'univers, grans núvols de gas es contrauen per efecte de la gravetat i es crea una estrella amb una cadena de fusions nuclears que pot acabar generant un forat negre. En seqüències en cascada en què, artificialment, es controla la intensitat, com és el cas de les centrals nuclears no es produeix cap catàstrofe; quan no hi ha cap regulació en les reaccions nuclears en cadena els resultats són les armes i bombes nuclears.

## En aeronàutica
Els efectes de cascada en l'àmbit dels vols espacials estudien les possibilitats teòriques que les "escombraries espacials" o algun satèl·lit que hagués estat destruït per un meteor provoqués la dispersió de les restes a òrbites on circulen la major part dels satèl·lits de telecomunicacions. El procés desencadenat provocaria la destrucció posterior d'altres satèl·lits enviant més deixalles a més òrbites possibles, destruint més satèl·lits. Aquest efecte és conegut com a síndrome de Kessler. Es teoritza que, si això es produeix, el vol espacial més enllà de la Terra esdevindria molt difícil o impossible.

## En medicina
En biologia, segons Mold i Stein, el terme «cascada» es refereix a "un procés que, un cop iniciat, avança pas a pas fins a la seva conclusió, aparentment inevitable". La causa principal d'una cascada de lesions en la medicina és per diagnòstic erroni i error mèdic. D'aquesta manera es produeixen lesions per efectes adversos previsibles i pels errors mèdics en cascada d'efectes i de resultats que sovint inclouen dolor, discapacitat, pèrdua de feina, pobresa i altres efectes nocius, que causen problemes de salut mental i que poden ser causa de mort. En medicina, un efecte de cascada també pot referir-se a una cadena d'esdeveniments iniciats per una prova innecessària, un resultat inesperat o ansietat en la conducta del pacient o del metge, que doni lloc a proves o tractaments desencertats causant danys als pacients. Un exemple seria demanar una exploració per tomografia computada (TC) completa del cos sense haver-hi una raó clara, o una troballa inesperada i sotmetre's a una cirurgia debilitant per eliminar-lo, malgrat que la condició era asimptomàtica i possiblement benigna.
També hi ha efectes de cascada en casos d'epidèmies que es propaguen per contagis entre malalts quan no hi ha barreres per aturar-les. Les barreres són mèdiques (existència de vacunes, medicaments), socials (via de contagi), ambientals (clima), polítiques (estructura hospitalària, recursos disponibles). La pandèmia declarada a Wuhan (la Xina) per un virus desconegut fins a la seva aparició l'any 2020, de nom SARS-CoV-2 és el primer virus que aconsegueix propagar-se a tot el món, sense aturador, causant la mort de centenars de milers de ciutadans i uns efectes en cascada que afecten molt greument i, en primer lloc, la salut dels habitants a tot el món, la producció, el comerç, la riquesa i el benestar mundial.

## En economia

### Impostos
Una forma en què l'efecte de cascada es presenta en l'economia és en la política impositiva dels governs, per exemple sobre els impostos que es paguen des de l'inici d'extracció d'una matèria primera. Aquesta matèria s'utilitza en la producció de diferents productes, productes que cada un també és gravat per nous impostos i que en molts casos són components d'altres i que també graven amb altres impostos en tota la cadena de distribució i comercial fins al rebuig final de cada producte o la reutilització, sempre amb la tributació vinculada.

### Liberalisme econòmic
El liberalisme en economia en una societat postula els efectes que l'interès en el benefici desencadena més beneficis en la cadena social. Des de qui crea un nou producte que li comporta benefici propi, però també beneficia en cascada molts altres ciutadans seguint un ordre sota el control d'una mà invisible que Adam Smith va imaginar conduint els esdeveniments. D'aquesta forma, els individus, seguint el seu propi egoisme, aconseguirien els preus justs de cada servei o producte, els salaris equitatius incrementant la prosperitat en general. Es tracta d'una formulació amb múltiples adhesions i disconformitats en tots els nivells, des de la filosofia a la pràctica. Una de les crítiques es formula en la "tragèdia dels comuns" on denuncia que els recursos de la Naturalesa són limitats i el seu consum desordenat perjudica el conjunt dels éssers vius, malbaratant l'ecosistema com s'assenyala en l'apartat «Economia».

### La moda
En el consum es pot veure com a la moda l'afecta el gust estètic en cascada. Quan es crea una moda o estil, aquesta creació afecta inicialment un petit sector, però després s'experimenta un efecte, a causa de la publicitat, les imitacions i els canvis en els preus que afecta a tota la cadena de producció i comercialització. Un exemple, les sabatilles esportives que ara es veuen utilitzades en múltiples serveis, a més de l'esportiu.

### El clima
Un dels molts efectes de cascada en economia es pot veure en un document que Larry Finch, CEO (director general) de BlackRock (consultora en mercat d'inversions, EUA des de 1988) envia a altres CEO clients, entre altres coses manifesta que «El canvi climàtic obligarà les ciutats a remodelar les estructures i infraestructures amb una gran implicació en les possibilitats que tenen les autoritats locals a endeutar-se».

### Frau piramidal
Una altra cadena d'esdeveniments en cascada és una maniobra fraudulenta que va iniciar als EUA l'any 1920 un emigrant d'origen italià, de nom Enzio Ponzi. Un primer inversor obtenia uns diners invertits (o apostats) en un negoci de «piràmide» d'uns altres inversors els quals havien d'obtenir ingressos per les inversions d'altres inversors, etc., en cascada.

## En ecologia

### Ecosistemes
L'efecte de cascada en ecologia rau en una sèrie de desaparicions causada per la desaparició d'una espècie clau en un ecosistema la qual desencadena l'extinció d'altres espècies. És probable que les extincions secundàries es produeixin quan les espècies amenaçades depenen d'unes quantes fonts alimentàries específiques o obligades a conviure amb una espècie invasora que s'introdueix a l'ecosistema. La introducció d'espècies a un ecosistema estranger sovint pot arrasar comunitats senceres i fins i tot ecosistemes sencers. Els ecosistemes es regulen indirectament pel que es coneix com a cascades tròfiques les quals poden controlar ecosistemes sencers. Per exemple, es produirà una cascada de dalt a baix si hi ha depredadors que, en servir-se d'aliments prou eficaçment reduint-ne l'abundància existent, o alterar-ne el comportament de les seves preses, treuen pressió al següent nivell tròfic.

### Els eixams
Es coneix com a eixam una gran acumulació d'insectes, peixos o qualsevol animal petit fent desplaçaments o migracions per diferents motius: seguretat, alimentació, adaptació al clima, etc. Exemples: els estornells, les sardines, les llagostes.
Segons els estudis fets per Iain Couzin, Ed. Yong, Tamás Vicsek, Jerome Buhl, Katie M. Palmer sobre el com s'organitzen en col·lectivitats des de les cèl·lules canceroses fins als ocells i com cada tipus de subjecte inicien una conducta de mobilitat. Els estudis experimentals fets per l'equip de John Conway i posteriorment Craig Reynolds, amb ajuda de càmeres de vídeo i programes matemàtics en informàtica de jocs. Es va arribar a algunes conclusions sobre la tendència innata d'organismes gregaris a formar grups amb unes proximitats mínimes de seguretat i a compartir la mateixa alineació i sentit de moviments. Això fa que els individus al capdavant progressin a la velocitat que els permet la seva naturalesa.
Està per descobrir com ho fan per saber orientar-se en els desplaçaments a llargues distàncies. S'han comprovat migracions de llagostes travessant l'oceà Atlàntic.

## Tècniques d'informació i comunicació (TIC)
Les xarxes socials que mantenen connectats als seus usuaris/clients transmeten notícies o dades en forma de cascada. Els efectes de les dades que es disseminen molt àmpliament per Internet pot satisfer la propagació de notícies falses així com la recopilació d'informació comercial, política o de qualsevol altra característica que exploten algorismes sobre les «Dades massives (Big Data en anglès)». Les aplicacions que existeixen desencadenen l'efecte de cascada usant les adreces emmagatzemades que cada usuari te en el seu dispositiu TIC. Quan personal amb prou coneixements informàtics generen codis maliciosos (virus informàtics) en pàgines web, els usuaris que amb el seu ordinador accedeixen a aquestes pàgines sofreixen deterioraments en la seva utilització que es transmeten a tots els ordinadors d'altres usuaris que s'hi connectin o comparteixin arxius infectats.